# Cikahuripan (Cimanggung)
Cikahuripan is een bestuurslaag in het regentschap Sumedang van de provincie West-Java, Indonesië. Cikahuripan telt 6937 inwoners (volkstelling 2010).